# Ascari (destroyer)
Pour les articles homonymes, voir Ascari.
Le Ascari (fanion « AI ») était un destroyer italien de la classe Soldati lancé en 1938 pour la Marine royale italienne (en italien : Regia Marina).

## Conception et description
Les destroyers de la classe Soldati étaient des versions légèrement améliorées de la classe précédente Oriani. Ils avaient une longueur entre perpendiculaires de 101,6 mètres et une longueur hors tout de 106,7 mètres. Les navires avaient une largeur de 10,15 mètres et un tirant d'eau moyen de 3,15 mètres et de 4,3 mètres à pleine charge. Les Soldatis déplaçaient 1 830-1 850 tonnes métriques à charge normale, et 2 450-2 550 tonnes métriques à pleine charge. Leur effectif en temps de guerre était de 206 officiers et hommes de troupe.
Le Ascari était propulsé par deux turbines à vapeur à engrenages Belluzzo/Parsons, chacune entraînant un arbre d'hélice à l'aide de la vapeur fournie par trois chaudières Yarrow. Conçus pour une puissance maximale de 48 000 chevaux-vapeur (36 000 kW) et une vitesse de 34-35 nœuds (63-65 km/h) en service, les navires de la classe Soldati ont atteint des vitesses de 39-40 nœuds (72-74 km/h) pendant leurs essais en mer alors qu'ils étaient légèrement chargés. Ils transportaient suffisamment de fuel pour avoir une autonomie de 2 340 milles nautiques (4 330 km) à une vitesse de 14 nœuds (26 km/h) et de 682 milles nautiques (1 263 km) à une vitesse de 34 nœuds (63 km/h).
La batterie principale du Ascari était composée de quatre canons de 120 millimètres de calibre 50 dans deux tourelles jumelées, une à l'avant et une à l'arrière de la superstructure. Sur une plate-forme au milieu du navire se trouvait un canon à obus en étoile de 120 millimètres de 15 calibres<. La défense antiaérienne des Soldatis était assurée par huit canons Breda modèle 1935 de 20 millimètres. Les navires étaient équipés de six tubes lance-torpilles de 533 millimètres dans deux supports triples au milieu du navire. Bien qu'ils ne soient pas dotés d'un système de sonar pour la lutte anti-sous-marine, ils sont équipés d'une paire de lanceurs de grenades sous-marines. Les navires pouvaient transporter 48 mines.

## Construction et mise en service
Le Ascari est construit par le chantier naval Odero-Terni-Orlando (OTO) de Livourne en Italie, et mis sur cale le 11 décembre 1937. Il est lancé le 31 juillet 1938 et est achevé et mis en service le 6 mai 1939. Il est commissionné le même jour dans la Regia Marina.

## Histoire du service
Au début de la Seconde Guerre mondiale, il fait partie de la XIIe escadrille de destroyers, qui comprend les navires-jumeaux (sister ships) Lanciere, Carabiniere et Corazziere.
Le 11 juin, il est envoyé en patrouille dans le canal de Sicile avec le reste de la XIIe Escadrille, la XIe Escadrille de destroyers (Artigliere, Aviere, Geniere, Camicia Nera), la IIIe Division (croiseurs lourds Trento, Pola, Bolzano) et la VIIe (croiseurs légers Attendolo et Duca D’Aosta).
Le 7 juillet, à 18h40, le Ascari quitte Augusta avec les unités de section et le croiseur lourd Pola, rejoignant ensuite le reste de la IIe Escadre navale (Ire, IIe, IIIe et VIIe divisions de croiseurs pour un total de 10 unités et les IXe, Xe, Xe et XIIIe escadrons de destroyers) qui, après avoir agi comme force de soutien à une opération de convoi pour la Libye, rejoignent la Ire Escadre et participe à la bataille de Punta Stilo du 9 juillet. Pendant la retraite de la flotte italienne dans cette bataille, la XIIe escadre est envoyée, avec les autres, à la contre-attaque par torpilles; en particulier, le Ascari lance, vers 16h22, une seule torpille contre un croiseur, mais il n'a pas réussi à l'atteindre,.
Entre le 30 juillet et le 1er août, il fournit une escorte indirecte - avec les destroyers Bersagliere, Granatiere et Fuciliere de la XIIIe Escadre, à laquelle il a été attaché - aux croiseurs Pola, Zara, Fiume, Gorizia, Trento, Da Barbiano, Alberto di Giussano, Eugenio di Savoia, Duca degli Abruzzi, Attendolo, Montecuccoli et les IXe, XIIe et XVe escadrilles de destroyers pour un total de 11 unités - à deux convois pour la Libye, qui ont vu en mer un total de 10 navires marchands, 4 destroyers et 12 torpilleurs.
Dans la soirée du 5 octobre, il appareille de Tarente pour escorter deux transports vers la Libye, avec les trois navires de la XIIe escadre (opération "CV"), mais il rentre au port après avoir aperçu des cuirassés britanniques.
En début d'après-midi du 26 novembre, il quitte Messine avec le Lanciere et Carabiniere et la IIIe division (croiseurs lourds Trento, Trieste et Bolzano), rejoignant ensuite le reste de l'escadre italienne qui participe à la bataille peu concluante de cap Teulada. Au cours de cette bataille, entre 12h35 et 12h41 du 27 novembre, le Lanciere est immobilisé par trois obus de 152 mm du croiseur britannique et le Ascari le prend en remorque, le remorquant au ralenti jusqu'à Cagliari avec l'aide du Carabiniere et l'escorte de la IIIe division,.
En 1941, le Ascari subit des travaux qui ont vu le remplacement du canon éclairant par un cinquième canon de 120 mm.
Le 24 février de la même année, à 5h45, il quitte Palerme avec son navire-jumeau Corazziere et les croiseurs Bande Nere et Diaz pour escorter indirectement un convoi à destination de la Libye (transports de troupes Esperia, Conte Rosso, Marco Polo et Victoria, destroyers Baleno et Camicia Nera, torpilleur Aldebaran), mais à 3h43 le 25, le Diaz est torpillé par le sous-marin britannique HMS Upright (N89) et, secoué par une violente explosion, coule rapidement à la position géographique de 34° 33′ N, 11° 45′ E,: 484 hommes meurent.
A 5h30 du 26 mars 1941, le Ascari part de Messine avec le Corazziere et le Carabiniere et la IIIe division de croiseurs (Trento, Trieste, Bolzano), qui avec plusieurs autres unités - le cuirassé Vittorio Veneto, les re divisions de croiseurs (Zara, Pola, Fiume) et VIIIe (Garibaldi et Duca degli Abruzzi), les IXe escadrons de destroyers (Alfieri, Oriani, Gioberti, Carducci), XIIIe (Granatiere, Bersagliere, Fuciliere, Alpino), XVIe (da Recco, Pessagno) - destinés à participer à l'opération "Gaudo", aboutit ensuite à la désastreuse bataille du Cap Matapan, conclue par la perte de toute la Ire division et des destroyers Alfieri et Carducci. Au cours de cette bataille, les navires de la XIIe escadre participent à la bataille de Gaudo puis escortent les croiseurs de la IIIe division pendant la retraite italienne, les défendant avec leurs propres tirs anti-aériens.
Le 30 avril 1941, il fait partie de l'escorte indirecte (avec les croiseurs lourds Trieste et Bolzano, le croiseur léger Eugenio di Savoia et les destroyers Gioberti et Carabiniere) d'un convoi formé par les transports Birmania, Marburg, Reichenfels, Rialto et Kybfels naviguant d'Augusta et Messine vers la Libye chargés de fournitures pour le Deutsches Afrikakorps (l'escorte directe est constituée des destroyers Euro et Fulmine et des torpilleurs Castore, Procione et Orione). Bien qu'attaqué par des avions et des sous-marins le 1er mai, le convoi n'a pas été endommagé.
Aux premières heures du 24 mai 1941, il appareille de Messine avec le Lanciere, le Corazziere et la IIIe division de croiseurs (Trieste et Bolzano) pour escorter indirectement un convoi, en route vers Naples-Tripoli, composé des transports de troupes Conte Rosso, Marco Polo, Esperia et Victoria escortés par le destroyer Freccia et les torpilleurs Pegaso, Procione et Orione. A 20h40, cependant, le Conte Rosso est torpillé par le sous-marin HMS Upholder (P37) et coule en dix minutes, emportant 1 297 hommes avec lui,.
Le 25 juin, il quitte Messine et rejoint l'escorte indirecte, formée par les croiseurs Trieste et Gorizia et les destroyers Corazziere et Carabiniere, d'un convoi formé par les transports de troupes Esperia, Marco Polo, Neptunia et Oceania escortés par les destroyers Aviere, Gioberti, Geniere et da Noli sur la route Naples-Tripoli. Après une escale à Tarente le 27, les navires atteignent leur destination le 29 juin malgré quelques attaques aériennes (qui ont causé de légers dommages au 'Esperia).
Du 16 au 18 juillet, il fournit une escorte indirecte, avec les croiseurs Trieste et Bolzano et les destroyers Corazziere et Carabiniere, à un convoi de transports de troupes Marco Polo, Neptunia et Oceania en navigation, avec une escorte des destroyers Gioberti, Lanciere, Oriani, Geniere et du torpilleur Centauro, sur la route Tarente-Tripoli. Tous les navires sont arrivés à destination sains et saufs, évitant également une attaque du sous-marin HMS Unbeaten (N93) dirigée contre le Oceania.
Le 1er septembre, il est envoyé avec le Lanciere pour escorter vers Messine le navire à moteur Francesco Barbaro, appartenant à un convoi vers Tripoli, endommagé par un bombardier-torpilleur et pris en remorque par le destroyer Dardo.
Le 23 septembre, il pose un champ de mines au sud-est de Malte avec les trois unités du XIIe Escadron, escortées par les destroyers Aviere et Camicia Nera.
Le 24 septembre, il appareille de Palerme avec les croiseurs légers Duca degli Abruzzi et Attendolo, la IIIe division (croiseurs lourds Trento, Trieste et Gorizia), le reste de la XIIe escadre et la Xe escadre de destroyers (Maestrale, Grecale e Scirocco) pour intercepter un convoi britannique, sans succès.
Le 13 décembre, à 19h40, il appareille de Tarente avec le cuirassé Doria, les croiseurs Attendolo et Duca d'Aosta et les destroyers Aviere et Camicia Nera pour fournir une escorte indirecte à l'opération "M 41" (trois convois vers la Libye composés de 6 marchands, 5 destroyers et un torpilleur), qui est cependant ravagée par des attaques de sous-marins, qui coulèrent deux transports (le Fabio Filzi et le Carlo del Greco) et endommagèrent sérieusement le cuirassé Vittorio Veneto,.
Le 16 décembre, il assure la couverture rapprochée - avec le 'Aviere et le Camicia Nera, le cuirassé Duilio et les croiseurs Duca d'Aosta, Attendolo et Montecuccoli - d'une opération de convoi pour la Libye, le " M 42 " (qui a vu l'utilisation d'un total de 4 transports transportant 14 770 tonnes de fournitures et 212 soldats, 7 destroyers et un torpilleur), conclue avec succès,.
A 18h50 le 3 janvier 1942, il appareille de Tarente avec les destroyers Carabiniere, Alpino, Aviere, Pigafetta, Geniere, Da Noli et Camicia Nera, avec les croiseurs lourds Trento et Gorizia et avec les cuirassés Littorio, Cesare et Doria pour escorter indirectement l'opération "M 43" (trois convois vers la Libye avec en mer 6 marchands, 6 destroyers et 5 torpilleurs). Tous les marchands sont arrivés à destination le 5 janvier et à 17 de ce jour le groupe "Littorio", le Ascari inclus, retourne à Tarente.
Le 22 janvier, il fait partie de l'escorte indirecte (avec le cuirassé Duilio et les destroyers Pigafetta, Oriani et Scirocco) de l'opération "T.18" (convoi formé par le transport de troupes Victoria - parti de Tarente - et par les cargos Ravello, Monviso, Monginevro et Vettor Pisani - partis de Messine -, avec l'escorte des destroyers Vivaldi, Malocello, Da Noli, Aviere, Geniere et Camicia Nera et des torpilleurs Orsa et Castore),. Après une première attaque aérienne infructueuse dans l'après-midi du 23 janvier, à 17h25 du même jour, trois autres bombardiers-torpilleurs attaquent le convoi et l'un d'eux immobilise le Victoria. Entre 18h40 et 18h45, alors que les opérations de remorquage du navire sont en cours, quatre autres bombardiers-torpilleurs arrivent (répartis en deux paires): le Ascari parvient à abattre l'un d'entre eux, mais le Victoria est à nouveau touché et coule en un quart d'heure; 1 064 des 1 455 hommes à bord sont sauvés.
A 16h00 le 21 février 1942, il quitte Tarente avec les destroyers Aviere, Geniere et Camicia Nera et le cuirassé Duilio et fournit une escorte indirecte à l'opération "K 7" (deux convois avec 5 cargos, un pétrolier, 10 destroyers et 2 torpilleurs tous dirigés vers Tripoli).
À minuit le 21 mars, le Ascari, ainsi que les destroyers Grecale, Aviere et Oriani, quittent Tarente avec le cuirassé eeLittorioee, pour prendre part à la deuxième bataille de Syrte, peu concluante, dans laquelle il ne joue pas un rôle important.
Toujours en 1942, le Ascari subit d'autres travaux, notamment l'installation de deux mitrailleuses de 20 mm et, plus tard, d'un échogoniomètre.
À 16h30 le 13 juin, il appareille de Cagliari avec la Xe Escadrille de destroyers (Oriani, Gioberti, Premuda), pour attaquer - avec la VIIe Division de croiseurs (Montecuccoli et Eugenio di Savoia) et la XIVe Escadrille de destroyers (Vivaldi, Zeno, Malocello) - le convoi britannique "Harpoon" pendant la bataille de la mi-juin,. Au début de la bataille, les Ascari, Oriani et Premuda (le Gioberti a fait demi-tour à cause d'une panne de moteur, ainsi que le Zeno) sont à la tête de la formation, et à 5h40 le 14, les Ascari et Oriani ouvrent le feu à 19 000 mètres contre les destroyers britanniques HMS Bedouin (F67) et HMS Partridge (G30). À 5h50, l'une des deux unités (on ne sait pas laquelle) touche le Bedouin, puis, entre 6h07 et 6h09, ils tirent sur les destroyers HMS Marne (G35) et HMS Matchless (G52), sans les toucher. Pendant toute la matinée, le Ascari tire environ quatre-vingt-dix obus. À 6h17, les Ascari, Oriani et Premuda sont envoyés au secours du Vivaldi, immobilisé et en feu par un obus britannique. A 9h49, le 'Ascari et le Oriani sont attaqués sans succès par des bombardiers-torpilleurs Bristol Beaufort, et rejoignent ensuite la VIIe Division. Vers 12h35, les deux chasseurs ouvrent à nouveau le feu contre le Bedouin et le Partridge, tandis qu'à 12h57, s'étant séparés de la VIIe Division, ils ouvrent le feu à 12 000 mètres contre le pétrolier Kentucky, qui a été endommagé par un des avions. Rejoignant ensuite les croiseurs, à 13h20, ils sont envoyés vers le Bedouin, qui est cependant achevé peu après par un bombardier-torpilleur Savoia-Marchetti SM.79 “Sparviero”. Les Ascari et Oriani contribuent alors avec leurs tirs d'artillerie (le Oriani aussi avec une torpille), ainsi que les avions italo-allemands, à achever le Kentuckyet le vapeur Burdwan, tous deux déjà sérieusement endommagés par les avions. Dans tout le combat, le Ascari a tiré 188 obus de 120 mm.
Le 30 novembre, avec les destroyers Maestrale et Grecale, il effectue une mission de pose de mines dans le détroit de Sicile. Alors qu'il revient de cette mission, il est envoyé, avec le reste de la Xe Escadrille (à laquelle il a été agrégé), pour renforcer l'escorte du convoi "B" (de Naples à la Tunisie avec les vapeurs Arlesiana, Achille Lauro, Campania, Menes et Lisboa et l'escorte originale de torpilleurs Sirio, Orione, Groppo et Pallade à laquelle un autre torpilleur est ajouté plus tard, le Uragano), qui est de toute façon ramené au port à la nouvelle de la Force Q britannique (croiseurs légers Aurora, Sirius et Argonaut, destroyer australien HMAS Quiberon (G81) et britannique HMS Quentin (G78)), qui ensuite, dans la nuit du 2 décembre, intercepte et détruit le convoi "H", qui avait été au contraire envoyé sur.
Dans la nuit du 23 au 24 mars 1943, sous le commandement du capitaine de frégate (capitano di fregata) Mario Gerini quitte Palerme en tant que chef de formation d'un groupe de destroyers (Malocello, Pancaldo et Camicia Nera) qui auraient dû transporter des troupes allemandes à Tunis. Les trois autres navires, partis de Pouzzoles, rejoignent le Ascari dans la matinée du 24,,. À 7h18 le 24 mars, alors qu'il navigue à 27 nœuds avec un cap en zigzag non loin du Cap Bon, le Malocello heurte une mine et s'arrête avec de graves dommages, en gîtant,. Le commandant Gerini ordonne au Pancaldo et au Camicia Nera de poursuivre leur destination (où ils arrivent sains et saufs), tandis que le Ascari s'arrête pour secourir le Malocello; le navire prit à revers l'unité endommagée et commence à transborder l'équipage et les troupes, mais le système "TAG" détecte une torpille obligeant le Ascari à accélérer et à s'éloigner du Malocello. Après avoir largué huit grenades sous-marines, le navire revient vers le destroyer mourant, mais heurte une mine qui provoquée le détachement de la partie avant de la proue,>. Entre-temps, à 8h45, le Malocello a coulé, chavirant et se brisant en deux,. Le Ascari résiste aux dommages et peut rester dans la zone. Pendant cinq heures, alors que les canots à moteur du destroyer font la navette pour récupérer les survivants du navire coulé, à bord de le Ascari, l'équipage travaille pour renforcer les cloisons, libérer les hommes coincés dans les plaques d'étrave, maintenir les moteurs en marche, nourrir les blessés et les survivants, trouver la position des champs de mines ; beaucoup ont chanté des hymnes patriotiques,. Puis, alors que le destroyer fait marche arrière pour se mettre à proximité d'autres radeaux, il heurté à son tour une mine qui enlève sa poupe jusqu'à la hauteur des quartiers des officiers,. L'unité n'étant plus qu'une épave à la dérive, tous les hommes sont rassemblés sur le pont; certains lancéent des radeaux, qui sont emportés par le vent,. À une heure de l'après-midi, le Ascari heurte une troisième mine au milieu du navire et, abandonné par l'équipage, coule rapidement en se brisant en deux,. l'unité coule à 13h12, à environ 25 milles nautiques (46 km) au nord de Zambretta (Tunisie) et de 28 milles nautiques (51 km) au nord du cap Bon,.
Quatre heures après le naufrage, des vedettes-torpilleurs MAS partent de Bizerte et de Pantelleria et sauvent les survivants des deux navires: 96 officiers et marins des équipages (sur 489) et une centaine de soldats allemands (sur 650),.
Du Ascari disparut en mer le commandant Gerini et 193 officiers, sous-officiers et marins (les survivants étaient plutôt de 53), outre une centaine de soldats allemands,.

### Commandement
Commandants
- Capitaine de frégate (Capitano di fregata) Ubaldino Mori Ubaldini (né à Florence le 20 septembre 1898) (1939-1940)
- Capitaine de frégate (Capitano di fregata) Sabato Bottiglieri (né à Salerne le 30 novembre 1898) (10 juin 1940 - janvier 1941)
- Capitaine de frégate (Capitano di fregata) Marco Calamai (né à Gênes le 9 octobre 1902) (janvier - décembre 1941)
- Capitaine de frégate (Capitano di fregata) Antonio Guerra (né à Tarente le 26 août 1902) (janvier - 14 mars 1942)
- Capitaine de frégate (Capitano di fregata) Teodorico Capone (né à Altavilla Irpina le 8 octobre 1900) (15 mars 1942 - mars 1943)
- Capitaine de frégate (Capitano di fregata) Mario Gerini (né à Cisano sul Neva le 23 juillet 1903) (+) (mars 1943)